# La Manzanilla de la Paz
La Manzanilla de la Paz là một đô thị thuộc bang Jalisco, México. Năm 2005, dân số của đô thị này là 3623 người.